# Пучков, Герман Иванович
Герман Иванович Пучков (1923—1981) — командир звена 70-го гвардейского штурмового авиационного полка, 3-й гвардейской штурмовой авиационной дивизии, 9-го штурмового авиационного корпуса, 16-й воздушной армии, 1-го Белорусского фронта, гвардии старший лейтенант. Герой Советского Союза (1946).

## Биография
Родился 25 октября 1923 года в городе Славянск ныне Донецкой области в семье рабочего. Украинец. Образование среднее.
В Красной Армии с 1940 года. Окончил Ворошиловградскую военно-авиационную школу пилотов в 1942 году. Член КПСС с 1943 года.
Участвовал в боях Великой Отечественной войны с августа 1942 года. Воевал на Северо-Западном, 2-м Прибалтийском, 2-м и 1-м Белорусских фронтах. Сражался на Ил-2 в составе 74-го (с 18 марта 1943 года — 70-го гвардейского) штурмового авиационного полка 243-й (с 18 марта 1943 года — 3-й гвардейской) штурмовой авиационной дивизии.
Участвовал в Демянской (15 — 28 февраля 1943 года) и Старорусской (4 − 19 марта 1944 года) наступательных операциях — составных частях малоуспешной операции «Полярная Звезда» по разгрому германской группы армий «Север», в Люблин-Брестской наступательной операции (18 июля — 2 августа 1944 года), составной части Белорусской стратегической операции «Багратион», в Варшавско-Познанской наступательной операции (14 января — 3 февраля 1945 года) — составной части Висло-Одерской стратегической операции; Восточно-Померанской стратегической наступательной операции (10 февраля — 4 апреля 1945 года); Берлинской стратегической наступательной операции (16 апреля — 8 мая 1945 года).
К концу войны командир звена гвардии старший лейтенант Пучков совершил 102 боевых вылета. Уничтожил 8 танков, 46 грузовых автомашин, 2 автобуса, 30 орудий полевой и зенитной артиллерии, 8 минометов, до 20 повозок, 1 бензоцистерну, до 20 железнодорожных вагонов, до 200 солдат и офицеров противника. Уничтожил 12 самолётов на аэродромах противника, в 25 воздушных боях сбил 3 вражеских самолёта.
Был участником парада Победы в Москве, который состоялся 24 июня 1945 года.
Указом Президиума Верховного Совета СССР от 15 мая 1946 года за умелое выполнение боевых задач, мужество и героизм, проявленные при нанесении штурмовых ударов по противнику, Пучкову Герману Ивановичу присвоено звание Героя Советского Союза с вручением ордена Ленина и медали «Золотая Звезда». Медаль № 7057.
После войны продолжал служить в ВВС СССР и в 1955 году был уволен в запас в звании капитана.
Жил и работал в городе Пинск Брестской области Белорусской ССР. Умер после продолжительной и тяжелой болезни 9 июля 1981 года в городе Пинске. Похоронен на городском кладбище.

## Память
- Могила Пучкова Г. И. в Пинске является памятником архитектуры, истории и культуры[1].
- Имя Г. И. Пучкова носит улица в Пинске.

## Награды
- За доблесть и мужество в боях Отечественной войны указом Президиума Верховного Совета СССР от 15 мая 1944 года гвардии старшему лейтенанту Пучкову Герману Ивановичу было присвоено звание Героя Советского Союза.
- Награждён орденом Ленина, тремя орденами Красного Знамени, орденами Отечественной войны 1 степени, Красной Звезды, медалями.